# Mellicta nigropunctata
Mellicta nigropunctata är en fjärilsart som beskrevs av Marcel Caruel 1944. Mellicta nigropunctata ingår i släktet Mellicta och familjen praktfjärilar. Inga underarter finns listade i Catalogue of Life.